# 綠城中國
綠城中國控股有限公司（港交所：3900），是中國的一个地產發展商及生活綜合服務供應商。在央企中交集團、香港藍籌九龍倉集團及創始股東宋卫平等股東的支持下，綠城中國重點布局中國一二綫城市及優質三四綫城市，迄今業務範圍涉20多個省、自治區及直轄市，進駐100餘城，开发500餘个项目。
公司在1995年成立，並在2006年於香港交易所以紅籌股形式上市，每股招股價8.22港元。 绿城不是国企，但引入了央企巨头中交集团，属于央企控股的混合所有制。

## 历史

### 引入九龍倉
2012年6月8日，綠城中國因資金鏈問題引入九龍倉集團成為戰略性投資者，獲九龍倉直接注資51億港元（約合人民幣41.88億元）。綠城中國將向九龍倉進行兩次配股，使九龍倉持有綠城擴大后股本的24.6%，成為綠城中國的第二大股東。悉數對換可換股證券後，九龍倉持股量增至35.1%，成為綠城中國最大單一股東。此舉有意減輕公司龐大的債務。
同年6月22日，綠城中國以33.72億人民幣出售旗下9個項目的一半權益予融創中國。雙方以合營公司發展，但合營董事會由融創控制，綠城中國向合營公司出售的9個項目，分佈於上海（3個）、蘇州（2個）、無錫（2個）、常州、天津，總建築面積達379萬平方米。
2013年3月17日，綠城中國和融創中國各佔50%權益的合資公司Golden Gegal Limited 斥資90.2億元（合14.4億美元），聯合收購上海黃浦區9個項目，包括兩個住宅項目和7個商用項目，總建築面積為724,439萬平方米。
2014年12月23日，中國交通建設集團以總作價約60.15億港元，收購綠城中國主席宋卫平持有的24.288%股份。
2015年5月5日融創中國斥資153.97億人民幤向緑城中國收購其持有的融綠50%股權，取得上海玫瑰園、上海香溢花城、杭州西溪融莊等項目，以上收購不包括合營公司旗下的上海黃埔灣項目，該項目由綠城中國斥資19.7億元人民幣向融創中國收購其持有的51%權益。
2015年5月19日中國交通建設集團透過旗下中交房地產向羅釗明及阮宜玲（羅先生的配偶）。各自持有50%股權的Tandellen公司以每股11.46港元，收購綠城中國1億股股份，佔綠城中國已發行股本約4.627%，持股量增至28.912%，合共斥資11.46億港元，成為最大股東。
2018年12月19日万达集团以27.18億人民幣出售所持有的11.55%股權的百年人壽给綠城中國全資子公司綠城地產。
2023年9月，国际评级机构穆迪将绿城中国的展望评级由“稳定”调整为“负面”。

## 争议事件
杭州蓝色钱江于2017年6月22日发生严重火灾，造成小区18层的住户4人死亡。其中一人为户主朱小贞，其余三人为朱小贞的子女（未成年人）。死者家属质疑小区物业在救援中失职并指责小区消防设施不到位导致消防部门营救无法顺利进行。

## 主要股東
- 宋卫平先生  10.805%
- 中交集團  28.826%
- CCCG Holding (HK) Limited  24.213%
- HSBC Trustee (C.I.) Limited  24.939%
- 會德豐 24.939%
- 九龍倉集團 24.939%

## 外部連結
- 綠城中國集團有限公司 （页面存档备份，存于）